# Серолютки
Серолютки, или лютки серые (лат. Sympecma) — род стрекоз, принадлежащий к семейству люток.

## Описание
Важным крыловым признаком является то, что четырёхугольник на передних крыльях явно короче, чем на задних. Встречаются в различных типах стоячих водоемов с хорошо развитой водной растительностью, включая более или менее засоленные. Развивается в двух поколениях за год и регулярно зимуют в имагинальной фазе в умеренном климате. В водоёмах личинки ведут хищный образ жизни и питаются мелкими водными беспозвоночными.

## Систематика
В состав рода входят три вида:
- Sympecma fusca (Vander Linden, 1820)
- Sympecma gobica Förster, 1900
- Sympecma paedisca (Brauer, 1877)